# Església dels Sants Just i Pastor
|  | Per a altres significats, vegeu «Església dels sants Just i Pastor (desambiguació)». |

L'església dels Sants Just i Pastor és un temple gòtic situat a la plaça del mateix nom del Barri Gòtic de Barcelona, declarat Bé Cultural d'Interès Nacional en la categoria de monument històric el juny del 2012 pels seus valors històrics singulars i excepcionals.

## Història
Segons la tradició, a finals de segle iv hi fou enterrat Sant Pacià, bisbe de Barcelona. A partir del 415, quan el rei visigot Ataülf i la seva esposa Gal·la Placídia s'establiren a la ciutat i fins al III Concili de Toledo (589), s'hi establí una dualitat de culte entre els visigots, que eren arrians, i la població local catòlica, amb els seus bisbes respectius. L'arrià ocupà el nucli episcopal amb la basílica paleocristiana (el baptisteri de la qual es troba a sota de l'actual catedral), mentre el bisbe catòlic es va traslladar a Sant Just, on una intervenció arqueològica recent (2012-2013) va descobrir les restes d'una piscina baptismal.
Les primeres notícies documentals són del 965, quan va ser cedida pels almoiners del comte Miró I a la catedral amb tots els béns, delmes, primícies i drets parroquials. A la seva demarcació parroquial s'hi situaven el Palau Reial i moltes residències nobles de la ciutat, que col·laboraren a la construcció de l'església.
L'església gòtica es construí sobre l'antiga romànica i la capella de Sant Celoni. Les obres començaren l'1 de febrer de 1342; el 1363 ja estaven acabats els tres primers trams de la nau, i la volta dels peus s'acabaria al segle següent. L'obra ha estat atribuïda a Bernat Roca, que el 1360 va realitzar el tabernacle de l'altar major. Entre 1559 i 1572, el mestre de cases Pere Blai treballà en la construcció del campanar, amb la col·laboració d'un tal Rius que feu l'escala de cargol. El 1567, Blai, juntament amb Joan Safont, contractà, i dos anys després, Joan Graja també hi treballà. Finalment, el 1572 Antoni Constantí enllestí l'obra, coronant-la amb una barana de pedra.
El 1584, Joan Blai va fer la sagristia, el portal de la qual va ser realitzat el 1643 per Jeroni Gallart). El 1750 s'hi van construir els arxius parroquials a la façana principal, inutilitzat el gran finestral, i el 1758 s'hi afegiren un porxo i unes habitacions a sota. El 1839, arran de la rectificació del carrer Rere de Sant Just (actualment d'Hèrcules), que fins aleshores resseguia la capçalera del temple, es va construir un edifici annex, projectat per l'arquitecte Ramon Molet.
Entre 1884 i 1887 es va reconstruir la façana principal en estil neogòtic, obra atribuïda per algunes fonts a Josep Oriol Mestres, però en realitat els plànols foren signats per August Font, que el 1904 va reformar la capella del Santíssim. Durant la Guerra Civil espanyola, el temple fou profanat, i entre 1940 i 1944, fou restaurat per Jeroni Martorell, eliminant la policromia de la nau i voltes, del segle xix.
L'any 1948, el papa Pius XII li concedí el títol de basílica menor. Després d'una nova restauració de la capella del Santíssim i dels Nous Màrtirs, on es descobriren unes pintures del segle xix de Josep Mirabent i Bartomeu Ribó, el març del 2015 s'inaugurà la museïtzació de les restes arqueològiques d'època visigôtica, com ara una tomba i part d'una piscina baptismal. A més, s'obriren al públic les terrasses i el campanar.

## Edifici
És un temple de nau única de cinc trams, coberta per voltes de creueria amb claus de volta policromades, absis poligonal i sis capelles rectangulars entre els contraforts a cada costat. La façana principal, projectada el segle xvi, està flanquejada amb dues torres (esquema apuntat a Santa Maria del Pi, i construït, amb variants, a Santa Maria del Mar) de secció semioctogonal, de les quals la de la dreta (la de l'esquerra no es va acabar) fa les funcions de campanar, i el finestral superior d'arc conopial (la traceria és moderna, però l’extradós és gòtic), en comptes d’una rosassa. A la part inferior, i flanquejada per dos finestrals d'arc apuntat, es troba la porta, al timpà de la qual hi ha grup escultòric conformat per tres figures: la central una mare de Déu entronitzada amb el nen i a sengles costats dos figures orants. L'extradós es remata amb un arc conopial esculpit que es corona amb un floró. Els muntants presenten unes pilastres que es coronen amb pinacles molt esvelts.
Entre 1816 i 1832 es va construir l'actual altar major, en substitució un d'anterior realitzat per Damià Forment, amb sis columnes monolítiques de marbre de Tarragona en hemicicle i mitja cúpula, d'estil neoclàssic. El 1854 se li van afegir escultures d'Agapit i Venanci Vallmitjana. Dedicat a la Mare de Déu de Montserrat, la tradició vol que la imatge de Montserrat hagués estat venerada en aquesta església fins que fou amagada a la muntanya per a salvar-la de la invasió musulmana; tot i això, el seu culte només hi està documentat des de la Guerra del Francès.
Els altars de Sant Llorenç i del Cor de Maria varen ser realitzats a la segona meitat del segle xix per l'arquitecte Modest Fossas i Pi. A prop de l'absis, la capella dedicada a Sant Feliu i la Santa Creu conté un retaule, conegut com el de la Passió, pintat per Pere Nunyes el 1532. A la capella de Sant Pacià, es troba un altarpiece del segle xviii, davant del qual reposa una urna amb les relíquies del sant. Des del 2002, gràcies a la Casa Canària de Catalunya s'hi exhibeix també una rèplica de la Mare de Déu de la Candela.
Cal destacar les piques d'aigua beneita, uns capitells d'estil romà d'Orient procedents de la basílica visigòtica. Una d'elles té l'anagrama de Barcelona escrit en grec.

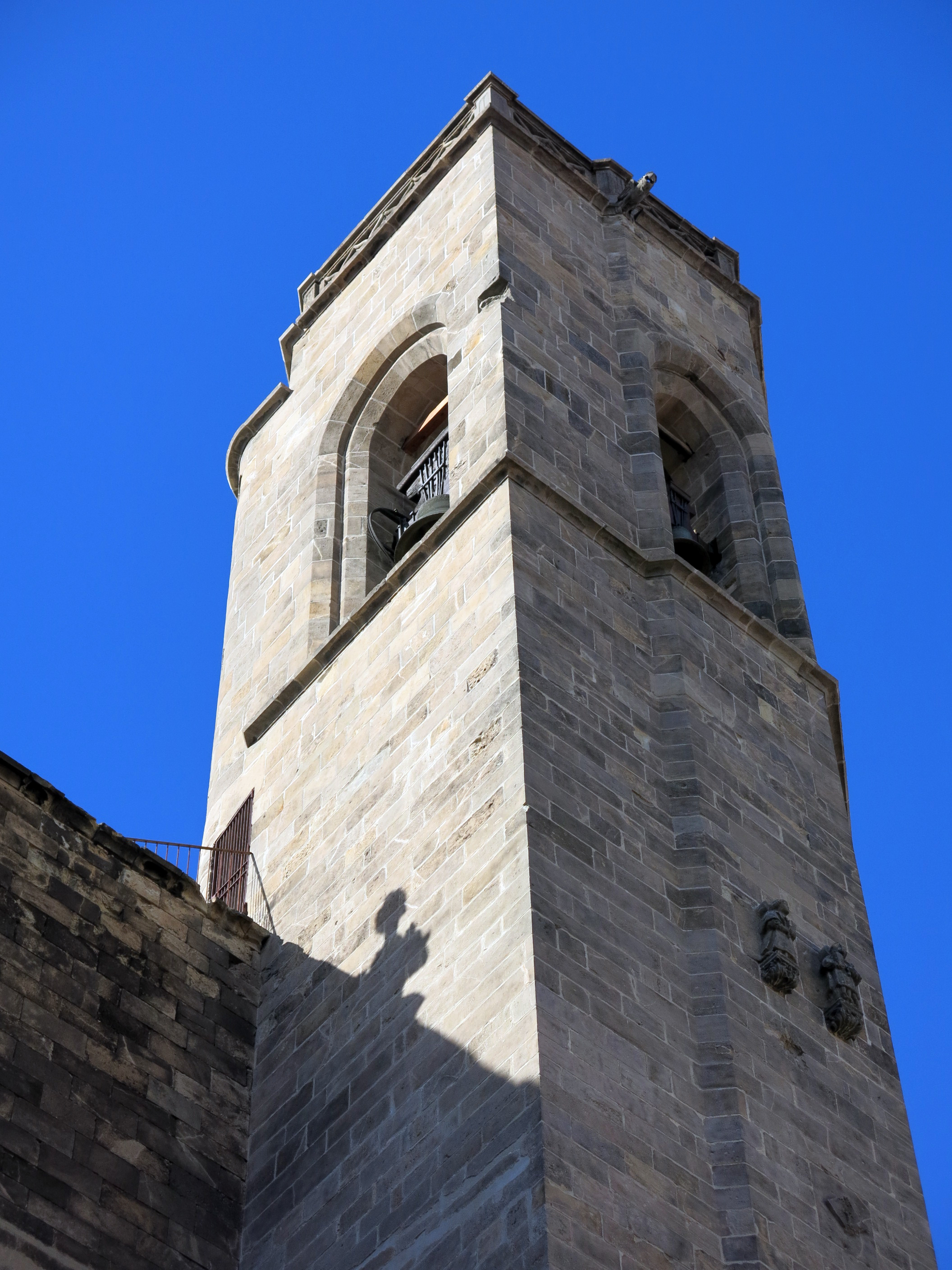
Campanar
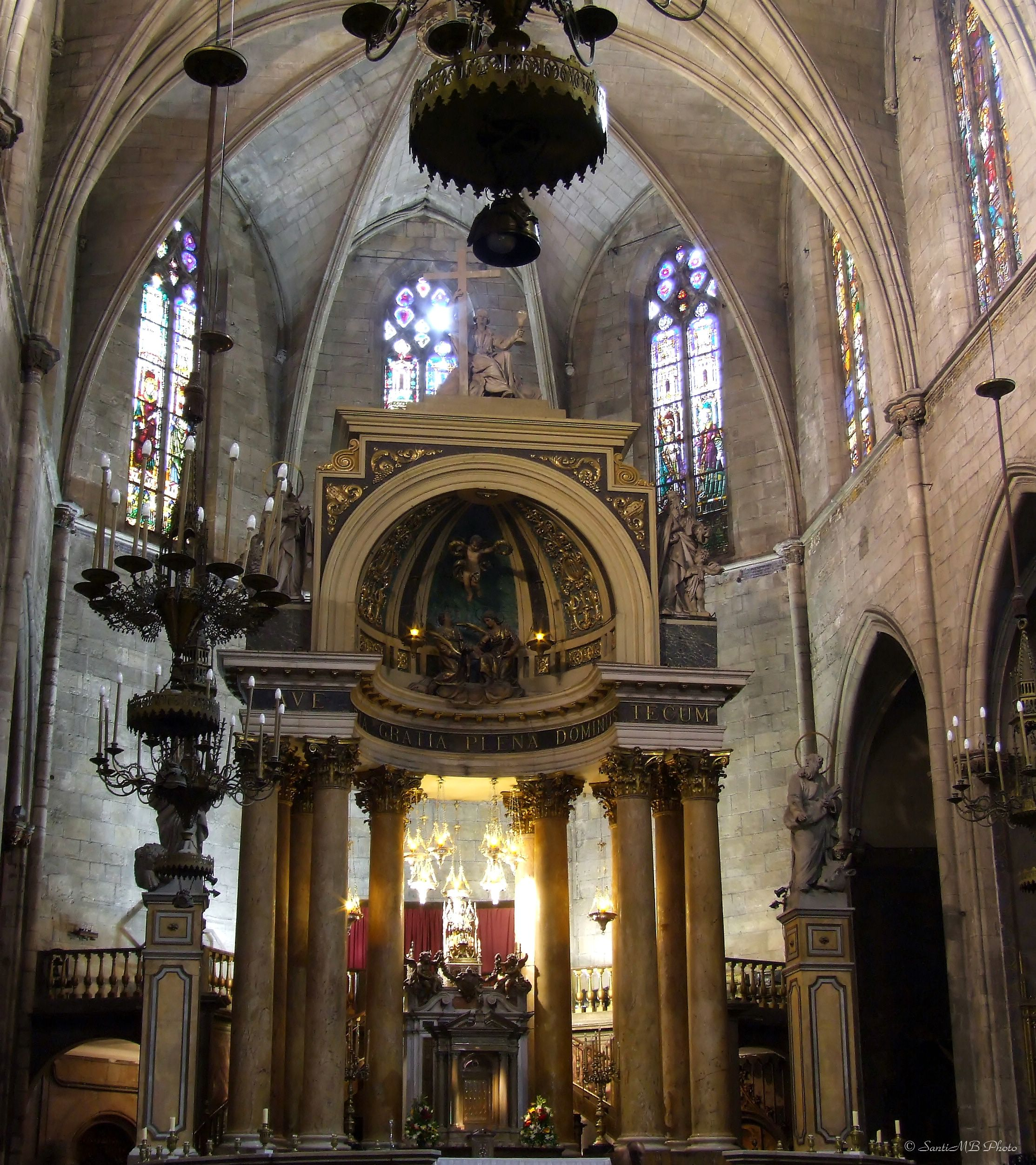
Retaule de 1832, pels germans Vallmitjana
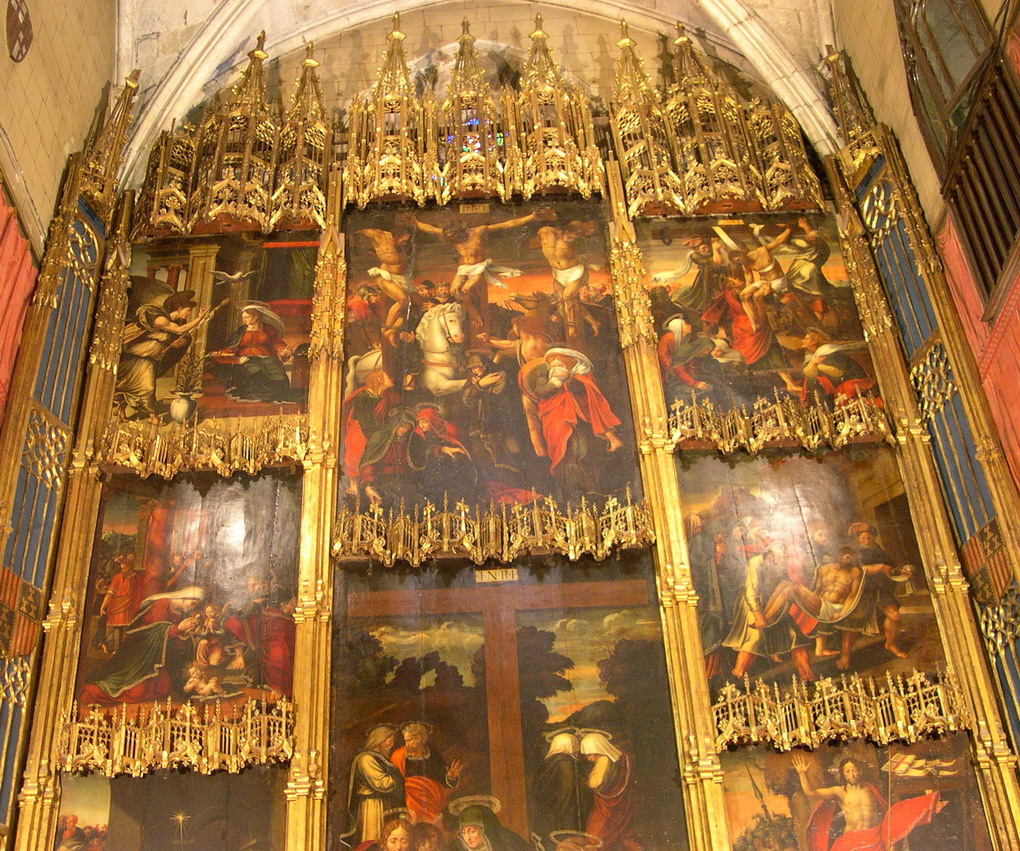
Retaule de la Passió, del pintor Pere Nunyes i l'ebenista Joan de Brussel·les
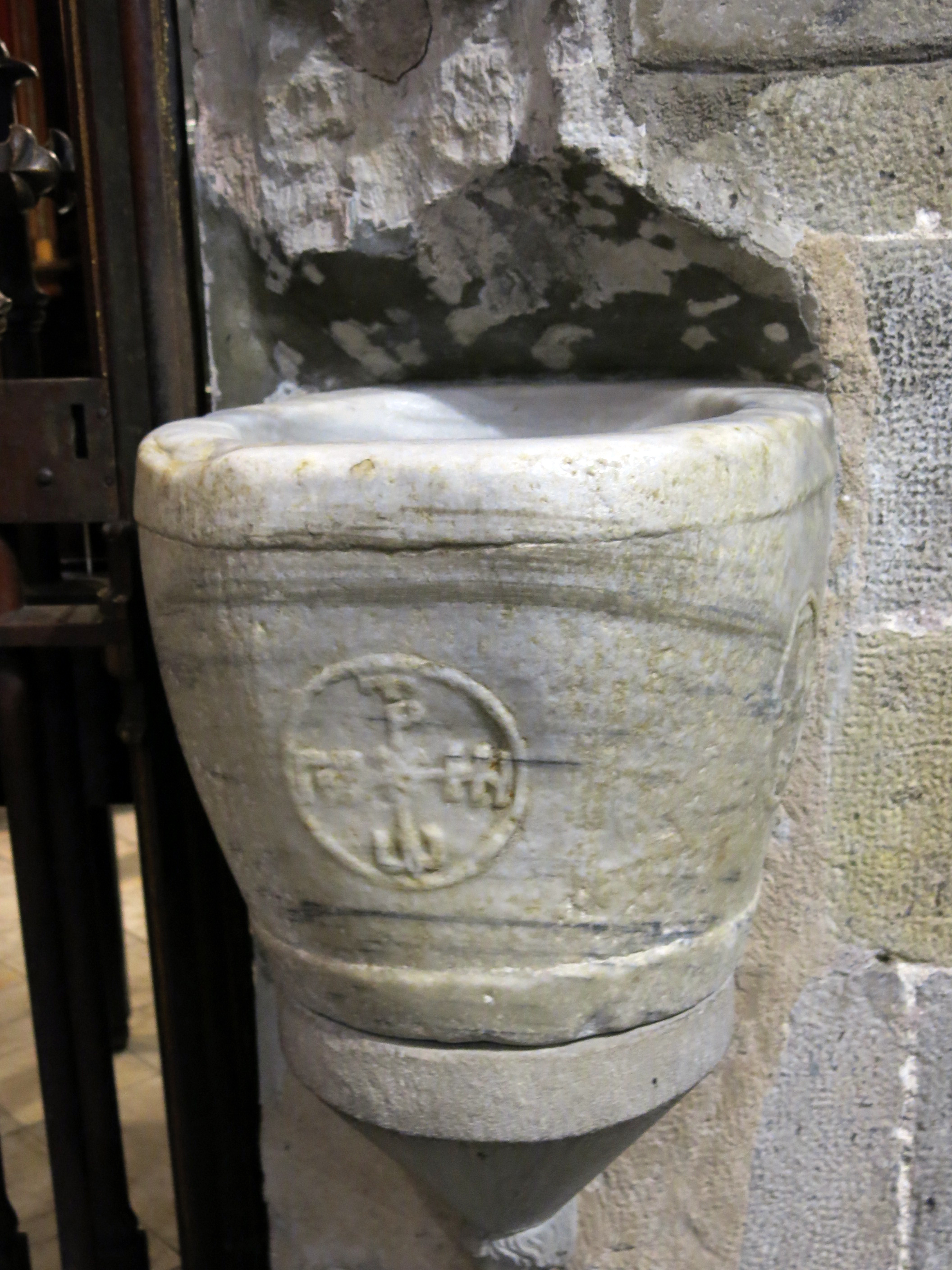
Pica baptismal del segle v
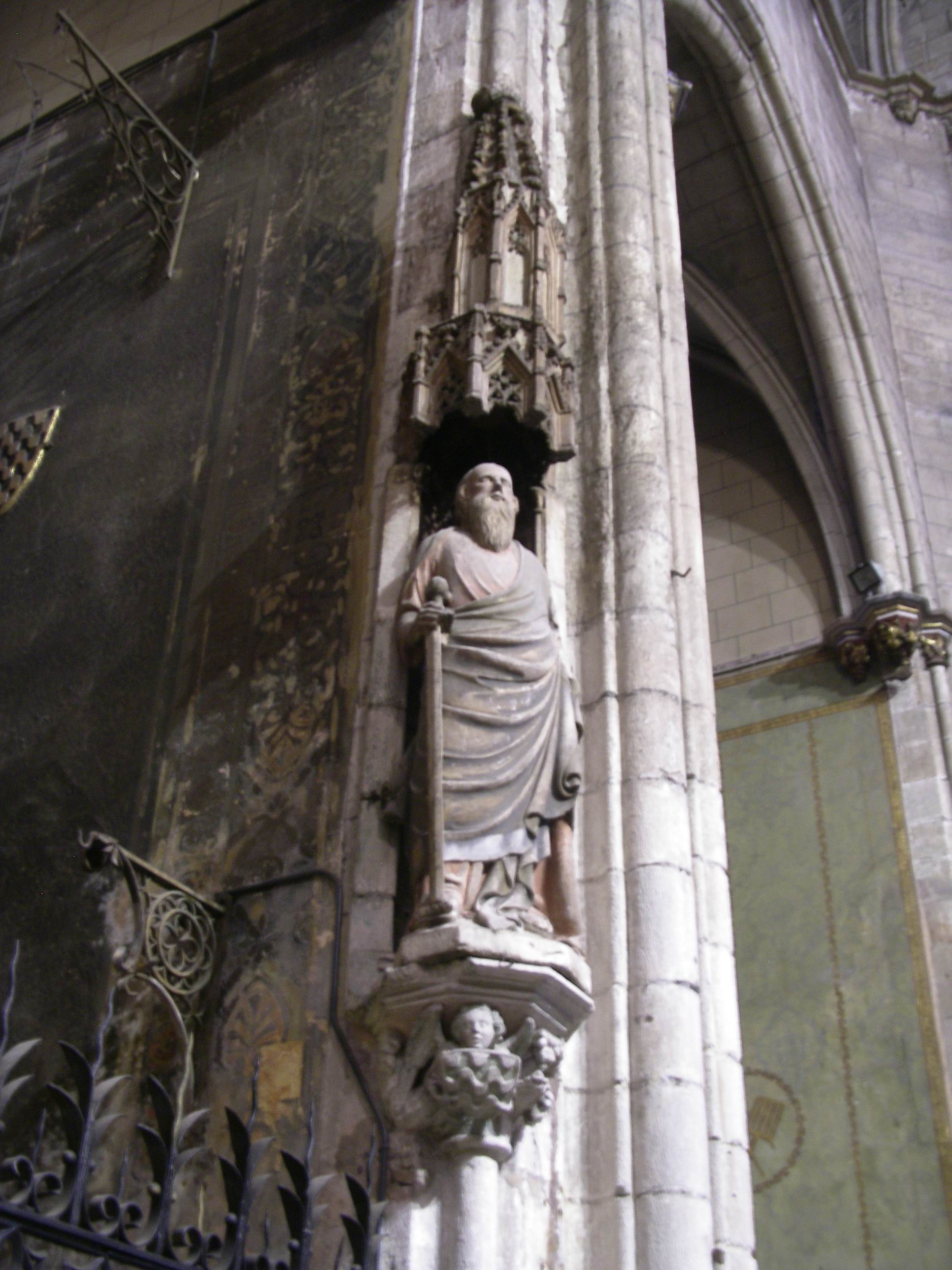
Sant Pau, escultura del segle xiv
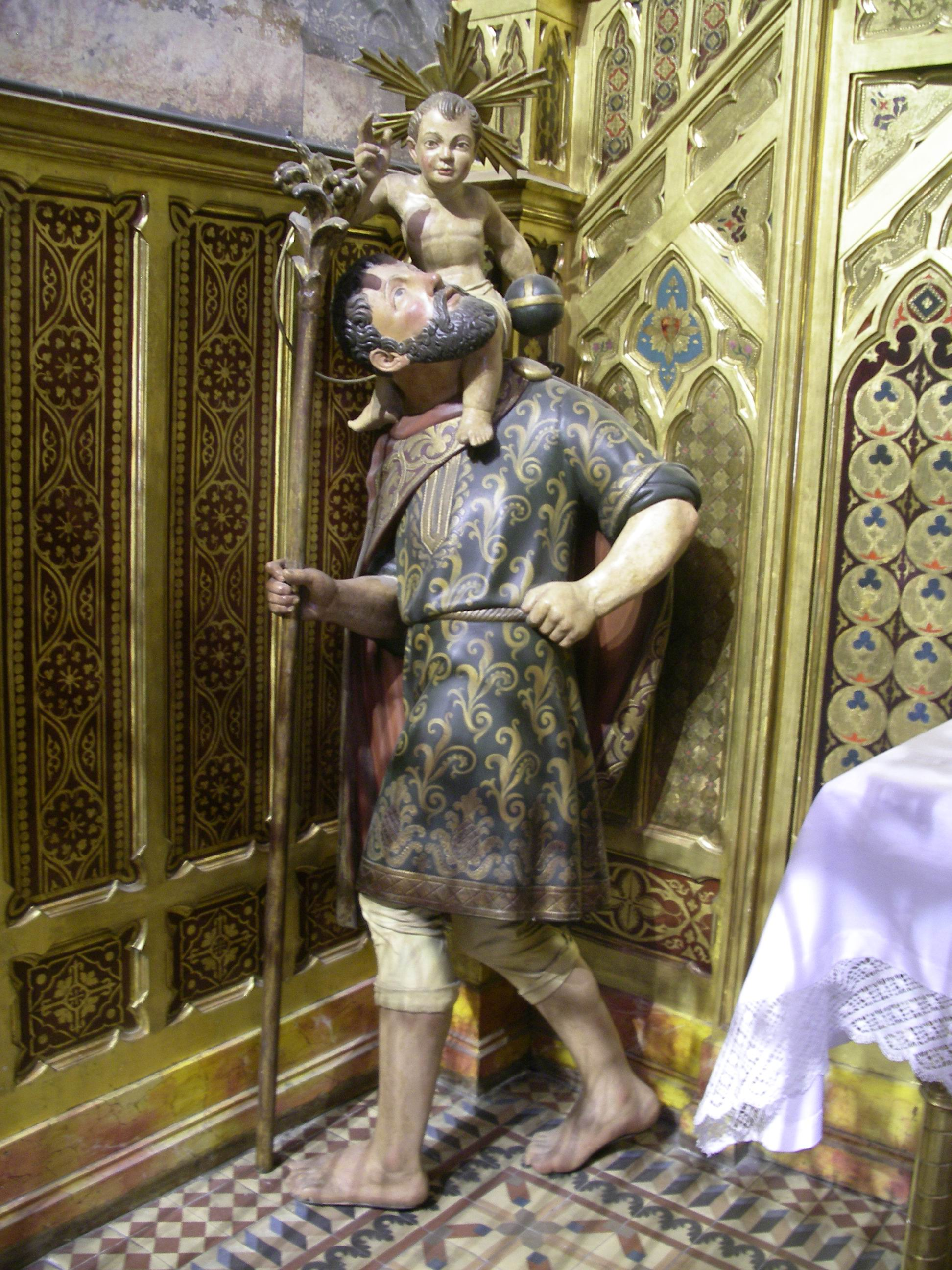
Sant Cristòfol, talla del segle xvi
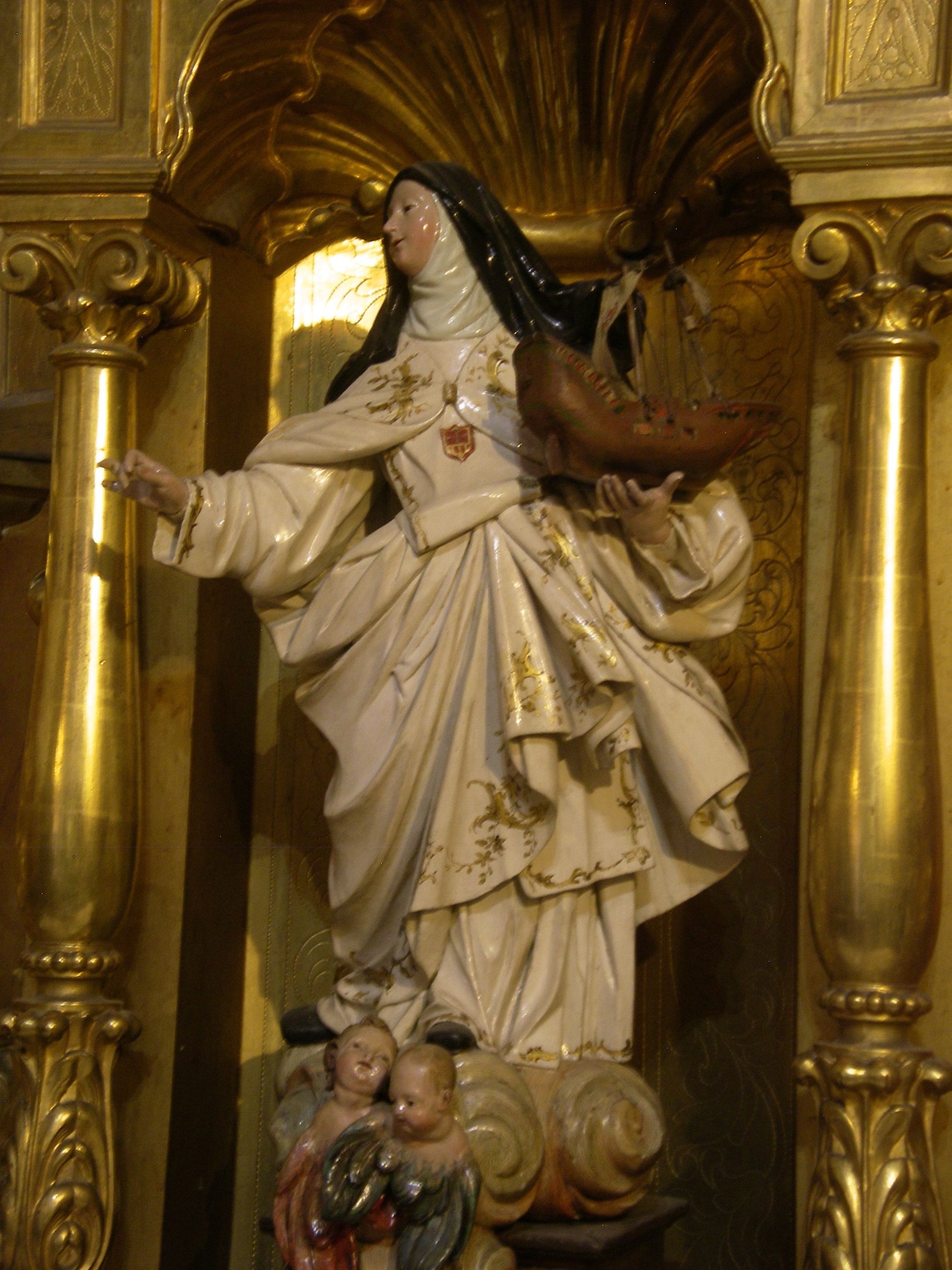
Santa Maria del Cervelló, talla del segle xviii